# 215ª Divisione costiera
La 215ª Divisione Costiera fu una divisione di fanteria del Regio Esercito italiano durante la seconda guerra mondiale.
Schierata a difesa delle zone costiere della Toscana, la divisione ebbe un'esistenza breve, venendo costituita nell'agosto 1943 ma finendo disciolta già nel settembre seguente per opera dei reparti tedeschi impegnati nell'operazione Achse; elementi della divisione furono impegnati contro i tedeschi nella battaglia di Piombino del 10-11 settembre 1943.

## Storia
L'unità fu attivata il 1º agosto 1943 (secondo altra fonte il 25 luglio) a Firenze tramite la trasformazione in divisione della preesistente XVI Brigata costiera; il comando della divisione, il cui quartier generale fu collocato a Massa Marittima, venne affidato al generale Cesare Maria De Vecchi, "quadrumviro" della marcia su Roma e membro dell'appena disciolto Gran consiglio del fascismo. La divisione fu incaricata del presidio delle zone costiere della Toscana, coprendo tutta la costa compresa tra Capo San Vincenzo presso Cecina a nord e la stazione di Albinia presso Orbetello a sud, oltre a stabilire presidi sull'Isola d'Elba e sulle isole minori dell'Arcipelago toscano. Alla divisione fu anche aggregato temporaneamente il XIX Battaglione carri, in procinto di essere trasferito a Roma per unirsi alla 136ª Divisione corazzata "Centauro", con in organico 20 carri armati M15/42 e 18 cannoni semoventi ed acquartierato a Venturina Terme. La divisione era organicamente parte del II Corpo d'armata della 5ª Armata italiana.
Senza ancora essere stata completamente costituita, la divisione si ritrovò coinvolta negli eventi dell'operazione Achse, lanciata dai tedeschi subito dopo la proclamazione dell'armistizio dell'Italia con gli Alleati l'8 settembre 1943, finendo con il dissolversi nel giro di pochi giorni dopo aver offerto una resistenza effimera. Solo a Piombino elementi della divisione, unitamente a personale della Regia Marina, della Guardia di Finanza e a gruppi di civili armati, si opposero con decisione al disarmo da parte dei tedeschi: un tentativo dei reparti della Wehrmacht di impossessarsi con un colpo di mano del porto di Piombino venne sventato agli italiani nella notte tra l'8 e il 9 settembre, mentre una più violenta battaglia prese piede nella notte tra il 10 e l'11 settembre seguenti concludendosi con una vittoria italiana e pesanti perdite per i tedeschi. Anche per intervento del generale De Vecchi, che impose il rilascio dei tedeschi presi prigionieri, il presidio di Piombino si sfaldò tuttavia nel corso del 12 settembre e la città capitolò il giorno dopo.

## Ordine di battaglia
Principali unità in organico alla 215ª Divisione costiera:
- 6º Reggimento costiero
- 14º Reggimento costiero
- 108º Reggimento costiero
- Battaglione deposito dell'84º Reggimento fanteria "Venezia"
- XIX Battaglione carri
- Battaglione mitraglieri
- 518ª Batteria artiglieria costiera da posizione
- 1300ª Batteria antiaerea
- 3º Distaccamento anti-paracadutisti
- 207º Distaccamento anti-paracadutisti